# Commander Keen - Episode Five: The Armageddon Machine
 (mai 2019).
Si vous disposez d'ouvrages ou d'articles de référence ou si vous connaissez des sites web de qualité traitant du thème abordé ici, merci de compléter l'article en donnant les références utiles à sa vérifiabilité et en les liant à la section « Notes et références ».
Commander Keen - Episode Five: The Armageddon Machine est un jeu vidéo de plate-forme sorti en 1991 et fonctionne sur DOS, il est le second et dernier épisode de la mini-série Goodbye Galaxy!, de la série Commander Keen. Développé par Id Software et édité par Apogee Software et Activision, le jeu a été conçu par John Carmack et Tom Hall.

## Trame
Après avoir récupéré, dans le précédent épisode The Secret of the Oracle, des informations des Gardiens de l'Oracle, Billy (Commander Keen) se pose sur une immense base spatiale des Shikadi : l'Omegamatic, cœur de la puissance de frappe Shikadi, dans le but de la désactiver.